# منطقه حفاظت‌شده بدر و پریشان
منطقهٔ حفاظت‌شدهٔ بدر و پریشان یک منطقهٔ حفاظت‌شده با مساحت ۴۲۲۳۸ هکتار است که در استان کردستان در ایران قرار دارد. این منطقهٔ حفاظت‌شده طبق مصوبهٔ شمارهٔ ۶۹۷ در تاریخ ۱۳۸۵/۱/۱۹ در فهرست مناطق تحت حفاظت سازمان محیط زیست ایران قرار گرفت.